# Chrzanowo (Ełk)
Chrzanowo (deutsch Chrzanowen, 1933–1945 Kalkofen) ist ein Dorf in der polnischen Woiwodschaft Ermland-Masuren, das zur Gmina Ełk (Landgemeinde Lyck) im Powiat Ełcki (Kreis Lyck).

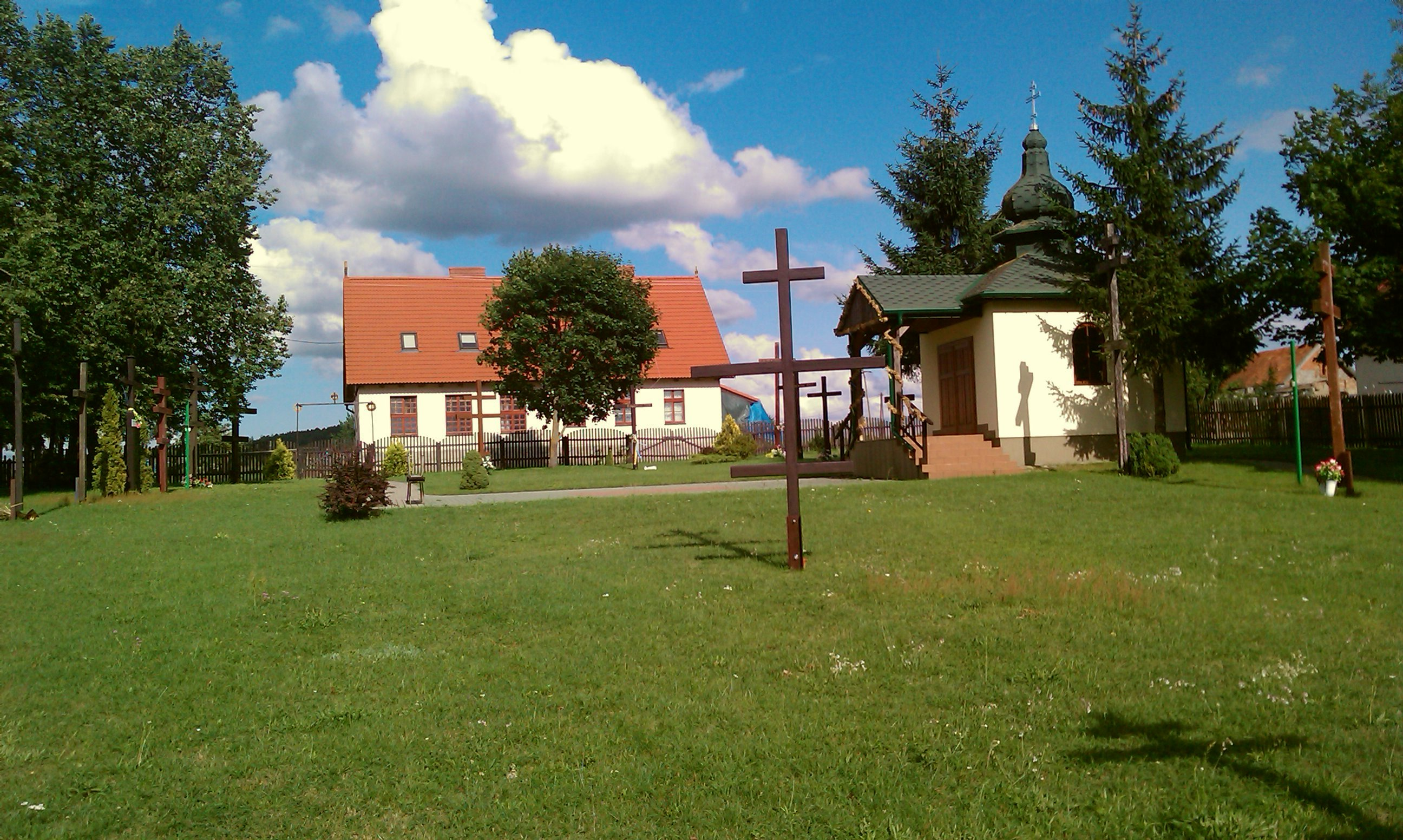
Blick auf Chrzanowo

## Geographische Lage
Chrzanowo liegt 650 Meter nördlich des Sunowo-Sees (1938–1945 Sonnau-See, polnisch Jezioro Sunowo) im Osten der Woiwodschaft Ermland-Masuren. Bis zur Kreisstadt Ełk (Lyck) sind es fünf Kilometer in südöstlicher Richtung.

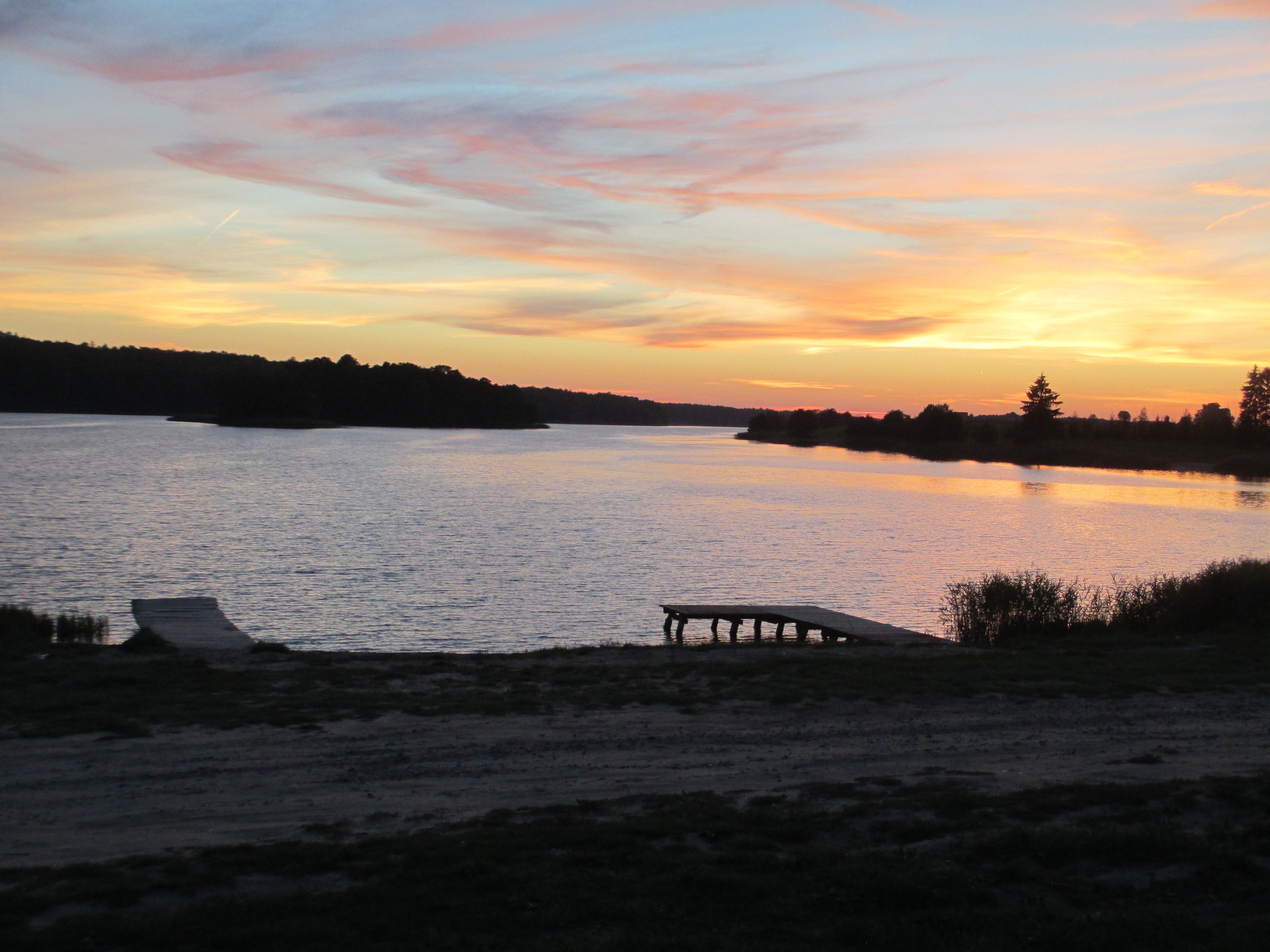
Abendstimmung am Jezioro Sunowo

## Geschichte
Im Jahr 1473 wurde Chrzanowen gegründet; es bestand aus mehreren kleinen Höfen. Zwischen 1874 und 1945 war das Dorf in den Amtsbezirk Schedlisken (polnisch Siedliska) eingegliedert, der – 1938 in Amtsbezirk Sonnau umbenannt – zum Kreis Lyck im Regierungsbezirk Gumbinnen (ab 1905 Regierungsbezirk Allenstein) in der preußischen Provinz Ostpreußen gehörte. Im Jahr 1910 verzeichnete Chrzanowen 137 Einwohner.
Aufgrund der Bestimmungen des Versailler Vertrags stimmte die Bevölkerung im Abstimmungsgebiet Allenstein, zu dem Chrzanowen gehörte, am 11. Juli 1920 über die weitere staatliche Zugehörigkeit zu Ostpreußen (und damit zu Deutschland) oder den Anschluss an Polen ab. In Chrzanowen stimmten 100 Einwohner für den Verbleib bei Ostpreußen, auf Polen entfielen keine Stimmen.
Am 31. August 1933 wurde Chrzanowen in Kalkofen umbenannt, im Zuge einer später systematisch durchgeführten nationalsozialistischen Umbenennungsaktion. Noch im gleichen Jahr betrug die Einwohnerzahl 183 und verringerte sich bis 1939 auf 150.
Im Jahre 1945 kam das Dorf in Kriegsfolge mit dem gesamten südlichen Ostpreußen zu Polen und erhielt die polnische Namensform Chrzanowo. Heute ist es Sitz eines Schulzenamtes (polnisch Sołectwo) und damit eine Ortschaft im Verbund der Gmina Ełk (Landgemeinde Lyck) im Powiat Ełcki (Kreis Lyck), bis 1998 der Woiwodschaft Suwałki, seitdem der Woiwodschaft Ermland-Masuren zugehörig.

## Religionen

### Evangelisch
Vor 1945 war die Mehrheit der Einwohner Chrzanowens evangelischer Konfession und war in die Pfarrkirche Lyck in der Kirchenprovinz Ostpreußen der Evangelischen Kirche der Altpreußischen Union eingegliedert. Auch heute noch orientieren sich die evangelischen Einwohner zur Kirchengemeinde in Ełk, die jetzt allerdings eine Filialgemeinde der Pfarrei in Pisz (deutsch Johannisburg) in der Diözese Masuren der Evangelisch-Augsburgischen Kirche in Polen ist.

### Römisch-katholisch
Vor 1945 gab  es nur wenige römisch-katholische Kirchenglieder in Chrzanowen bzw. Kalkofen. Sie waren in die St.-Adalbert-Kirche in Lyck im Bistum Ermland eingepfarrt. Heute halten sich die römisch-katholischen Einwohner zu den Pfarrkirchen in Ełk (Lyck) oder auch in Grabnik (Grabnick), beide dem Bistum Ełk der Römisch-katholischen Kirche in Polen zugeordnet.

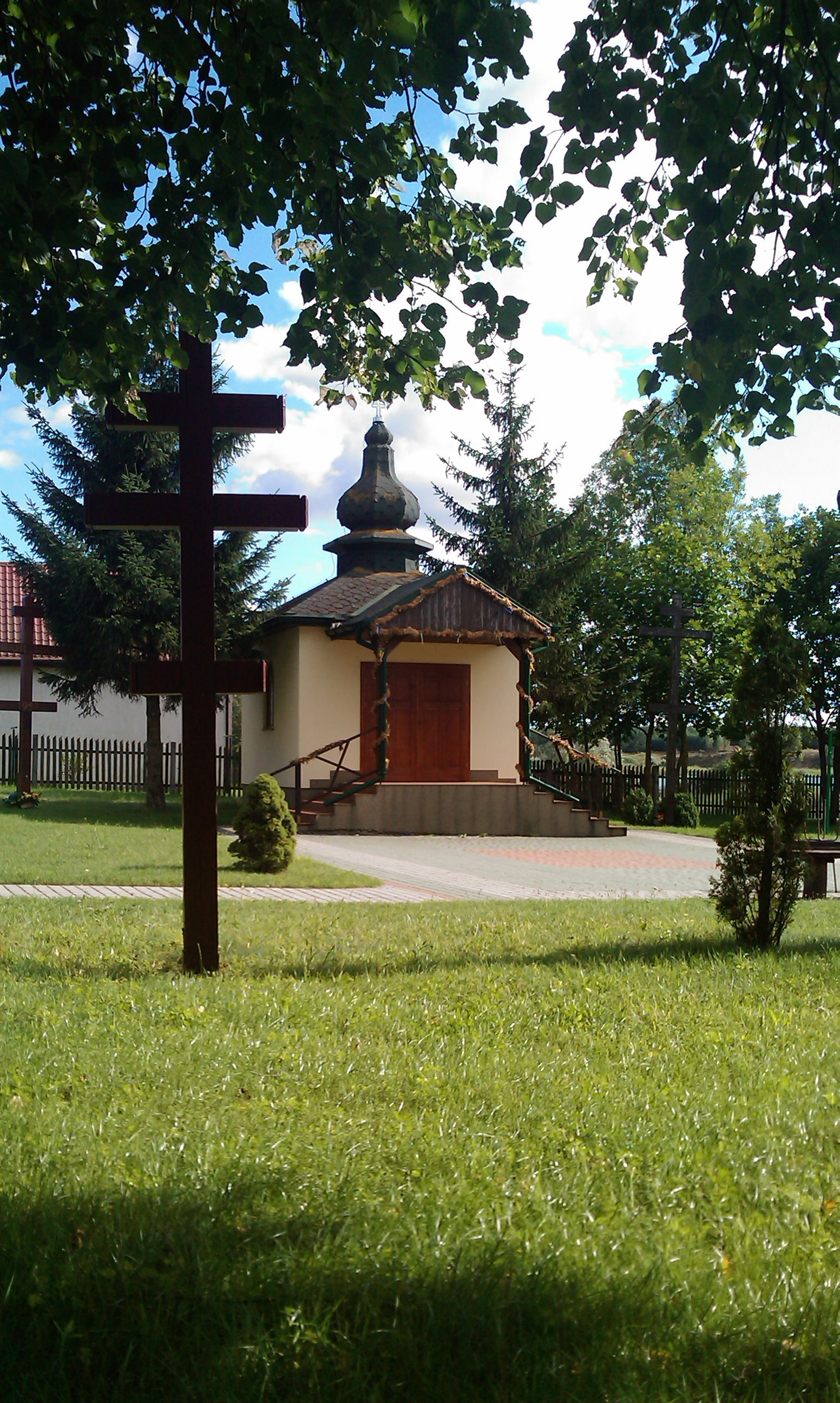
Die griechisch-katholische St.-Peter-und-Paul-Kirche in Chrzanowo

### Griechisch-katholisch
Durch die Umsiedlung zahlreicher polnischer Bürger aus Ostpolen kamen nach 1945 zahlreiche Angehörige der Griechisch-katholischen Kirche nach Chrzanowo. Sie gründeten hier 1947 eine Pfarrgemeinde, die über eine eigene Kirche, die Cerkiew Świętych Apostołów Piotra i Pawła (Kirche der Hl. Apostel Peter und Paul), verfügt. Die Gemeinde gehört zum Dekanat in Węgorzewo (Angerburg) in der Erzeparchie Przemyśl-Warschau.

## Verkehr
Chrzanowo liegt an der Woiwodschaftsstraße 656, die die beiden Regionen Giżycko (Lötzen) und Ełk (Lyck) miteinander verbindet. Auch endet in Chrzanowo eine aus südwestlicher Richtung von Mołdzie (Moldzien, 1938–1945 Mulden) kommende Nebenstraße.
Über die Bahnstation in Woszczele (Woszellen, 1938–1945 Neumalken) besteht Anschluss an die Bahnstrecke Korsze–Białystok.